# Radikal 136
Radikal 136 mit der Bedeutung „nebeneinander liegen“ ist eines von 29 der 214 traditionellen Radikale der chinesischen Schrift, die mit sechs Strichen geschrieben werden.
Mit 3 Zeichenverbindungen in Mathews’ Chinese-English Dictionary gibt es nur sehr wenige Schriftzeichen, die unter diesem Radikal im Lexikon zu finden sind.
Das Radikal „nebeneinander liegen“ nimmt nur in der Langzeichen-Liste traditioneller Radikale, die aus 214 Radikalen besteht, die 136. Position ein. In modernen Kurzzeichen-Wörterbüchern kann es sich an ganz anderer Stelle finden. Im Neuen chinesisch-deutschen Wörterbuch aus der Volksrepublik China fehlt es aber gänzlich.
Das ursprüngliche Piktogramm dieses Schriftzeichens zeigt zwei Menschen, die mit dem Rücken zueinander stehen. Das bedeutet „Gegensatz“, aber auch „Irrtum“. Der Radikal verbunden mit „Menge“ bezeichnet den Tanz. Zwei Gruppen von Personen bewegen sich rhythmisch in entgegengesetzte Richtungen, wie es bei ländlichen Festen üblich ist, wo sich getrennte Gruppen von Männern und Frauen bilden. 

## Schriftzeichenverbindungen, die vom Radikal 136 regiert werden
| Striche | Zeichen |
| ------- | ------- |
| +0      | 舛      |
| +06     | 舜      |
| +07     | 舝      |
| +08     | 舞      |

 Im Unicodeblock Kangxi-Radikale ist das Radikal 136 unter der Codepointnummer 12.167 (U+2F87) codiert.